# Strategia strap
Strategia strap – opcyjna strategia inwestycyjna polegająca na jednoczesnym nabyciu lub sprzedaży dwóch opcji kupna i jednej opcji sprzedaży.

## Rodzaje strategii
W zależności od przewidywań inwestora w zakresie zmian instrumentu bazowego stosuje się jedną z dwóch rodzajów strategii:
- krótki strap (short strap) – w przypadku gdy inwestor nie spodziewa się zmian ceny instrumentu bazowego lub też niewielkiego spadku ceny tego instrumentu,
- długi strap (long strap) – w przypadku gdy inwestor spodziewa się zmiany ceny instrumentu bazowego i przewiduje, że bardziej prawdopodobny jest wzrost ceny instrumentu bazowego.

Wszystkie 3 opcje stosowane w tej strategii mają ten sam czas wygaśnięcia, oraz tę samą cenę wykonania.

## Profil zysku i strat dla nabywcy strategii strip
- krótki strap – inwestor osiąga zysk w momencie gdy cena instrumentu bazowego w momencie wygaśnięcia opcji będzie równa cenie wykonania opcji lub zmieni się nie znacznie. W przeciwnym wypadku inwestor poniesie stratę[1]. Maksymalny zysk jest równy sumie cen wystawionych opcji, a strata jest teoretycznie nieograniczona.
- długi strap – inwestor osiąga zysk gdy cena wykonania opcji będzie się różnić od ceny instrumentu bazowego w dniu wygaśnięcia opcji[2]. W przeciwnym wypadku inwestor poniesie stratę. Maksymalna strata inwestora równa jest sumie cen nabytych opcji, a potencjalny zysk jest teoretycznie nieograniczony.

## Przykłady
Cena opcji kupna wynosi 10 złotych, a cena opcji sprzedaży wynosi 5 złotych. Wszystkie opcje wystawione są na akcję o cenie wykonania 100 złotych. Suma zapłaconych (otrzymanych) premii za opcje to 25 złotych (suma premii za 2 opcje kupna i opcję sprzedaży).
- krótki strap
  - Cena akcji w momencie wykonania wynosi 100 złotych. Wszystkie opcję są opcjami out the money i wygasają nie wykonane. Zysk inwestora stosującego tę strategię równy jest sumie otrzymanych premii i wynosi 25 złotych.
  - Cena akcji w momencie wykonania wynosi 150 złotych. Opcja sprzedaży jest opcją out the money i nie są wykonywane. Opcje kupna są opcjami in the money i zostają wykonane (strata na tej opcji wynosi 2 * (100 - 150) = -100). Suma przepływów pieniężnych: 20 + (-100) = -80. W tym wypadku inwestor stosujący tę strategię poniesie stratę.
  - Cena akcji w momencie wykonania wynosi 50 złotych. Opcje kupna są opcjami out the money i nie są wykonywane. Opcja sprzedaży jest opcją in the money i zostają wykonane (strata na tej opcji wynosi 50 - 100 = -50). Suma przepływów pieniężnych: 20 + (-50) = -30. W tym wypadku inwestor stosujący tę strategię poniesie stratę.

- długi strap
  - Cena akcji w momencie wykonania wynosi 100 złotych. Wszystkie opcję są opcjami out the money i wygasają nie wykonane. Strata inwestora stosującego tę strategię równa jest sumie zapłaconych premii i wynosi 25 złotych.
  - Cena akcji w momencie wykonania wynosi 150 złotych. Opcja sprzedaży jest opcją out the money i nie jest wykonywana. Opcje kupna są opcjami in the money i zostają wykonane (zysk na tej opcji wynosi 2 * (150 - 100) = 100). Suma przepływów pieniężnych: (-20) + 100 = 80. W tym wypadku inwestor stosujący tę strategię osiągnie zysk.
  - Cena akcji w momencie wykonania wynosi 50 złotych. Opcje kupna są opcjami out the money i nie są wykonywane. Opcja sprzedaży jest opcją in the money i zostaje wykonana (zysk na tej opcji wynosi 100 - 50 = 50). Suma przepływów pieniężnych: (-20) + 50 = 30. W tym wypadku inwestor stosujący tę strategię osiągnie zysk.